# Monoxenus horridus
Monoxenus horridus là một loài bọ cánh cứng trong họ Cerambycidae.